# DriveNow
DriveNow est un service de car sharing (des services d'autopartage), filiale du constructeur automobile allemand BMW. DriveNow a commencé à Munich en Allemagne en juin 2011. En septembre 2015, DriveNow exploite plus de 4 000 véhicules dans cinq pays à travers le monde et avec plus de 500 000 clients.
Le service fonctionnait auparavant à San Francisco mais a fermé. Un service semblable, ReachNow est centrée sur les villes d'Amérique du Nord et a été créé en avril 2016 à Seattle, Washington.
Mais en février 2018, le groupe BMW a racheté la totalité des parts de DriveNow à Sixt et en devient actionnaire majoritaire.

## Villes
Le tableau suivant détaille toutes les villes où DriveNow fonctionne:
| Ville      | Pays            | # de véhicules | Type                        | Début          | Ref.   |
| ---------- | --------------- | -------------- | --------------------------- | -------------- | ------ |
| Munich     | Allemagne       | 680            | Essence, Diesel, Électrique | Juin 2011      | [ 5 ]  |
| Berlin     | Allemagne       | 1070           | Essence, Diesel, Électrique | Septembre 2011 | [ 6 ]  |
| Hambourg   | Allemagne       | 560            | Essence, Diesel, Électrique | Octobre 2013   | [ 7 ]  |
| Düsseldorf | Allemagne       | 200            | Essence, Diesel, Électrique | Janvier 2012   | [ 8 ]  |
| Cologne    | Allemagne       | 400            | Essence, Diesel, Électrique | Septembre 2012 | [ 9 ]  |
| Vienne     | Autriche        | 430            | Essence, Diesel, Électrique | Octobre 2014   | [ 10 ] |
| Londres    | Grande-Bretagne | 270            | Essence, Diesel, Électrique | Décembre 2014  | [ 11 ] |
| Copenhague | Danemark        | 400            | Électrique                  | Septembre 2015 | [ 12 ] |
| Stockholm  | Suède           | 300            | Essence, Diesel, Électrique | Octobre 2015   | [ 13 ] |
| Bruxelles  | Belgique        | 300            | Essence & Diesel            | Juillet 2016   | [ 14 ] |
| Milan      | Italie          | 480            | Essence & Électrique        | Octobre 2016   | [ 15 ] |
| Helsinki   | Finlande        | 150            | Essence & Électrique        | Mai 2017       | [ 16 ] |

## Comment fonctionne DriveNow Car Sharing

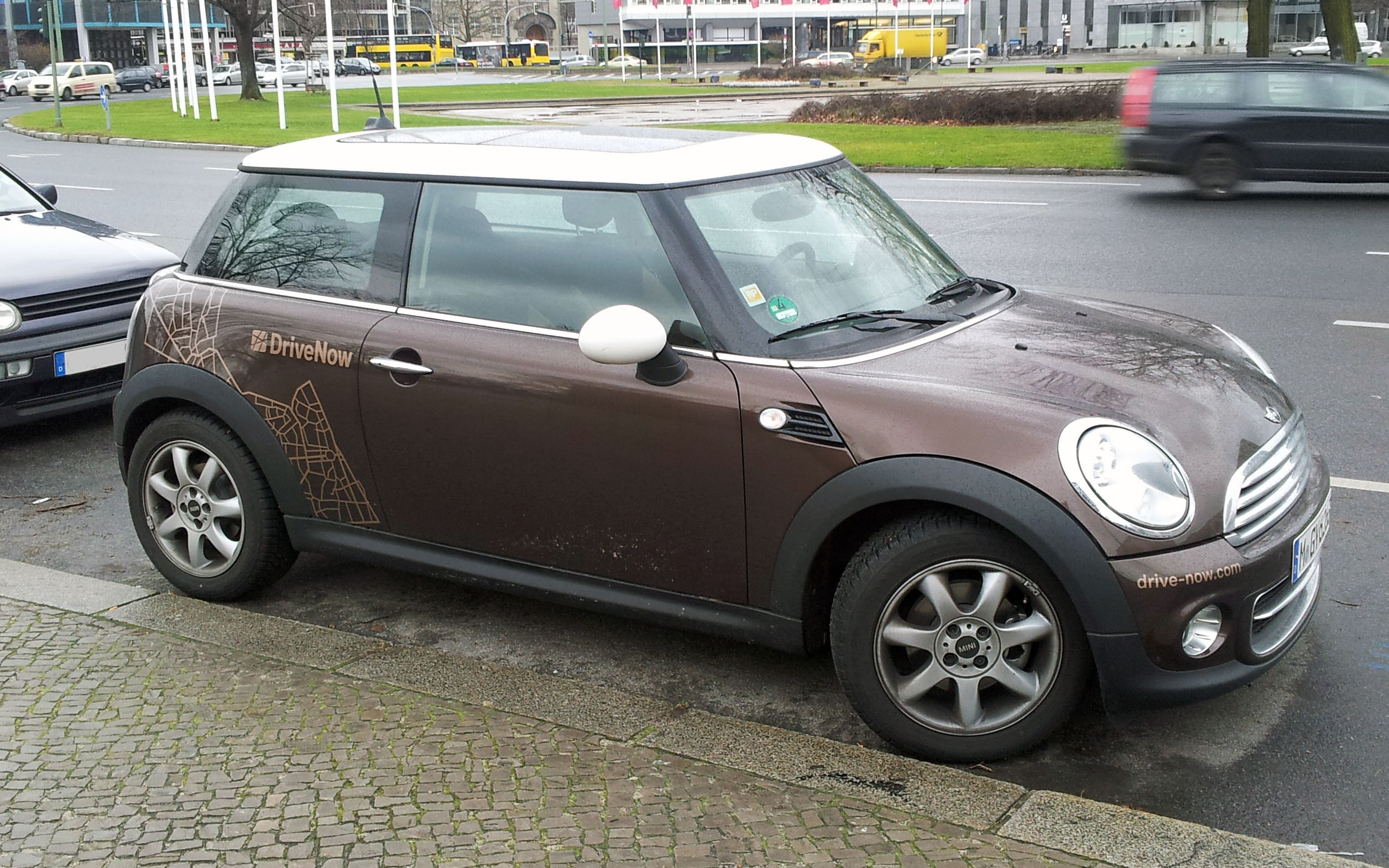
DriveNow Mini Cooper à Berlin

Contrairement à la location de voiture classique, où un véhicule est loué à un endroit désigné et généralement retourné après un ou plusieurs jours, les nouveaux modèles de partage de voiture permettent l'utilisation de véhicules librement garés dans la zone de la ville ou dans les zones d’activité.Téléchargez l'application DriveNow et vous pourrez voir où sont tous les véhicules dans chaque ville. Trouvez simplement une voiture sur l'application et ouvrez la voiture avec votre téléphone ou votre carte client. Une fois que vous commencez à conduire, vous payez un tarif qui varie entre 24 centimes et 31 centimes par minute selon le véhicule. Le prix comprend l’essence, le stationnement, l'assurance et la location. DriveNow offre également des forfaits pour rendre le tarif par minute moins cher. Une fois que vous avez terminé avec le véhicule, vous pourrez le garer dans toute la zone d’activité de cette ville. Typiquement, la voiture doit être stationnée dans la même ville que celle louée. L'exception est à Düsseldorf et à Cologne : vous pourrez utiliser le véhicule dans les deux moyennant un petit frais supplémentaire.

## Conduire électrique
La conduite électrique avec la BMW i3 de DriveNow offre la plus grande flotte de partage de voitures électriques au monde, à l'aide de la BMW i3, la BMW i3 Rex et la BMW Active E. Depuis le 15 juillet 2015, un total de 724 BMW i3 intégrés sont en opération dans les flottes de Berlin (130 véhicules), Hambourg, Cologne / Düsseldorf   et Munich ). La BMW ActiveE à Berlin et à Munich a ainsi été remplacée. À Londres, DriveNow offre également la BMW i3 depuis mai 2015 et peut donc bénéficier d'un allégement fiscal. À Copenhague, DriveNow a lancé une flotte purement électrique de 400 véhicules en septembre 2015.

## Modèle d'affaires

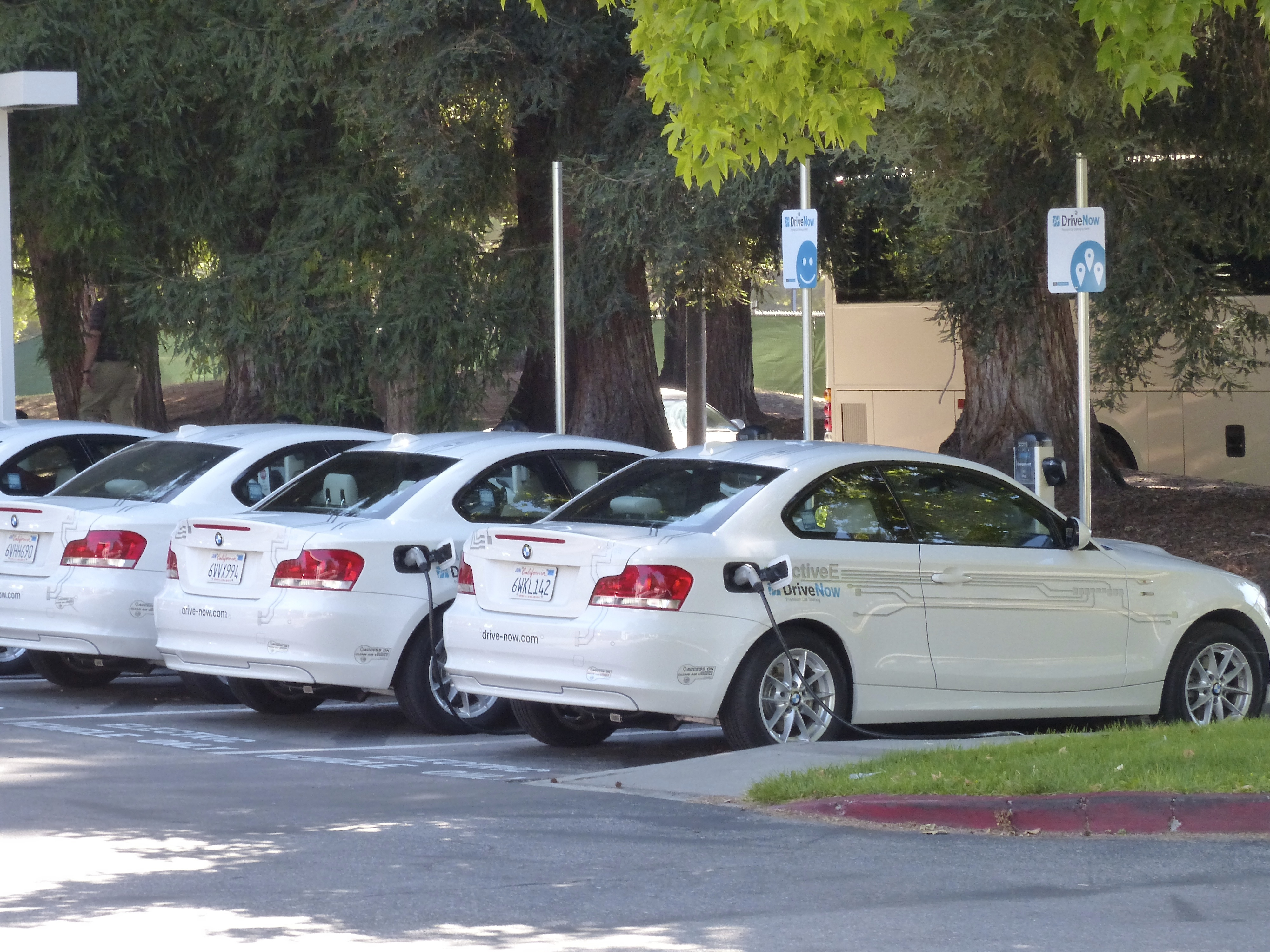
Plusieurs BMW ActiveE dans le service DriveNow charge au Googleplex à Mountain View, en Californie.

Le modèle d'affaires est similaire dans tous les marchés, bien que les taux varient entre pays. Les voitures de location sont facturées à un tarif à la minute avec des frais d'enlèvement ou de débarquement dans les aéroports. Tarifs de stationnement pour la voiture, plusieurs heures d'utilisation et l'utilisation quotidienne sont également disponibles. Les tarifs sont tout compris et comprennent la location, le carburant, le chargement, l'assurance, le parking (dans les zones autorisées) et l'entretien. Dans certaines zones, les véhicules peuvent se garer sur des places de stationnement qui leur sont réservées ; dans d'autres cas, ils peuvent stationner sur des parkings municipaux, avec une autorisation spéciale de la mairie.

## Véhicules
DriveNow exploite une variété de véhicules Mini, BMW Série 1, BMW X1 et  véhicules ainsi la BMW i3 et BMW ActiveE. Dans la Baie de San Francisco, DriveNow déployé une flotte de 70 voitures électriques BMW ActiveE en juin 2012.

## Apps

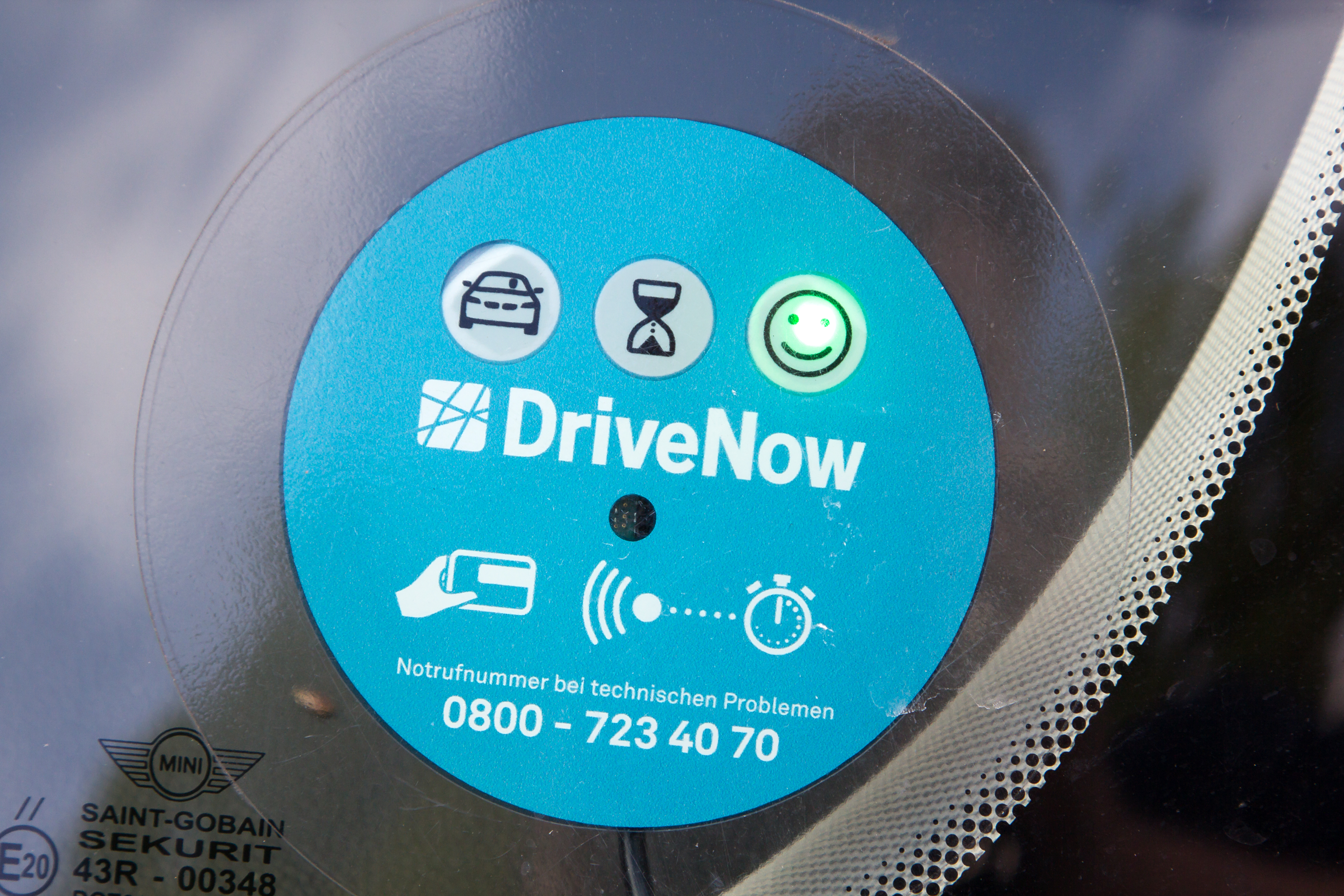
DriveNow

Les applications pour les appareils mobiles permettent aux utilisateurs de localiser et de réserver des véhicules. Lors de la réservation d'une voiture en ligne, les clients peuvent voir le niveau de carburant de la voiture (voitures à essence) ou l'état de charge de la batterie (voitures électriques), donc si le client veut prendre la voiture pour un long trajet, il peut trouver la voiture adaptée pour ce trajet. Le 22 mars 2017, DriveNow a mis à jour son application pour inclure de nouvelles fonctionnalités afin de faciliter encore la location d'une voiture. Les nouvelles fonctionnalités incluent l'ouverture de la voiture et la fermeture de la voiture avec l'application, l'entrée de votre destination dans l'application qui sera transférée au GPS de la voiture. Cette nouvelle mise à jour s’appelle fastlane.